# ألبرت شيسترنيوف
ألبرت شيسترونيوف، من مواليد 20 يونيو 1941، وتوفي في 5 نوفمبر 1994، لاعب كرة قدم سوفييتي سابق، ومدرب كرة قدم سوفييتي سابق. لعب مع منتخب الاتحاد السوفييتي لكرة القدم.

## مسيرته الكروية
لعب ألبرت شيسترنيوف خلال مسيرته الاحترافية مع نادِ واحدٍ في ثلاثة عشر موسمًا وسجل خلالها هدفًا واحدًا ضمن 278 مباراة. ولم يفز بأي موسم بالكأس وفاز في موسم واحد بالدوري.
خاض ألبرت شيسترنيوف مسيرته مع نادي سيسكا موسكو في موسم 1960 ليلعب معه ثلاثة عشر موسمًا، مشاركًا في 278 مباراة سجل خلالها هدفًا واحدًا.

## روابط خارجية
- ألبرت شيسترنيوف على موقع الاتحاد الدولي (مؤرشف)  (الإنجليزية)
- ألبرت شيسترنيوف على موقع قاعدة بيانات كرة القدم.إي يو (الإنجليزية)
- ألبرت شيسترنيوف على موقع ناشيونال فوتبول تيمز (الإنجليزية)
- ألبرت شيسترنيوف على موقع عالم كرة القدم.نت (الإنجليزية)